# Sierra Nevada Brewing Company

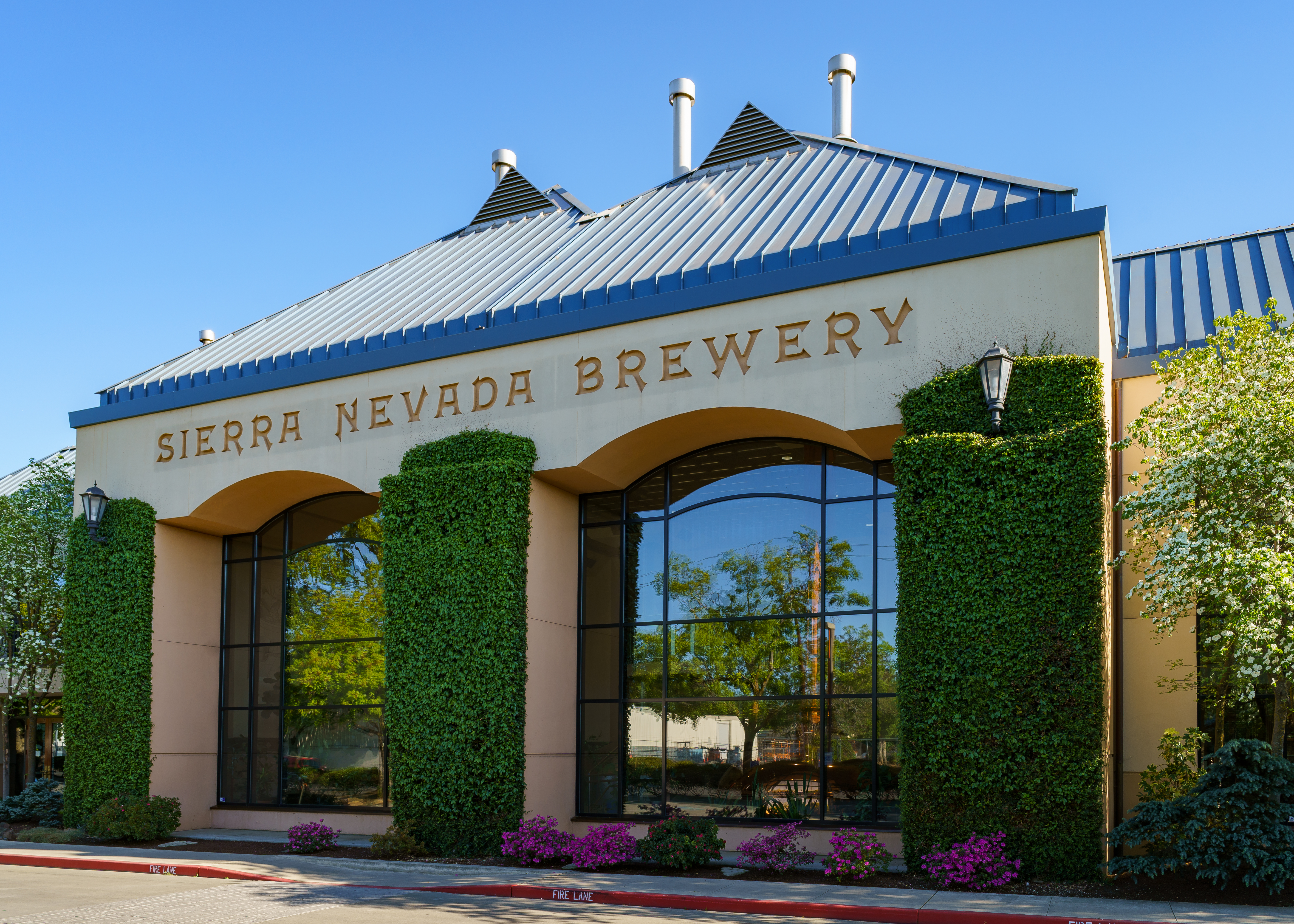
Firmensitz in Chico, Kalifornien

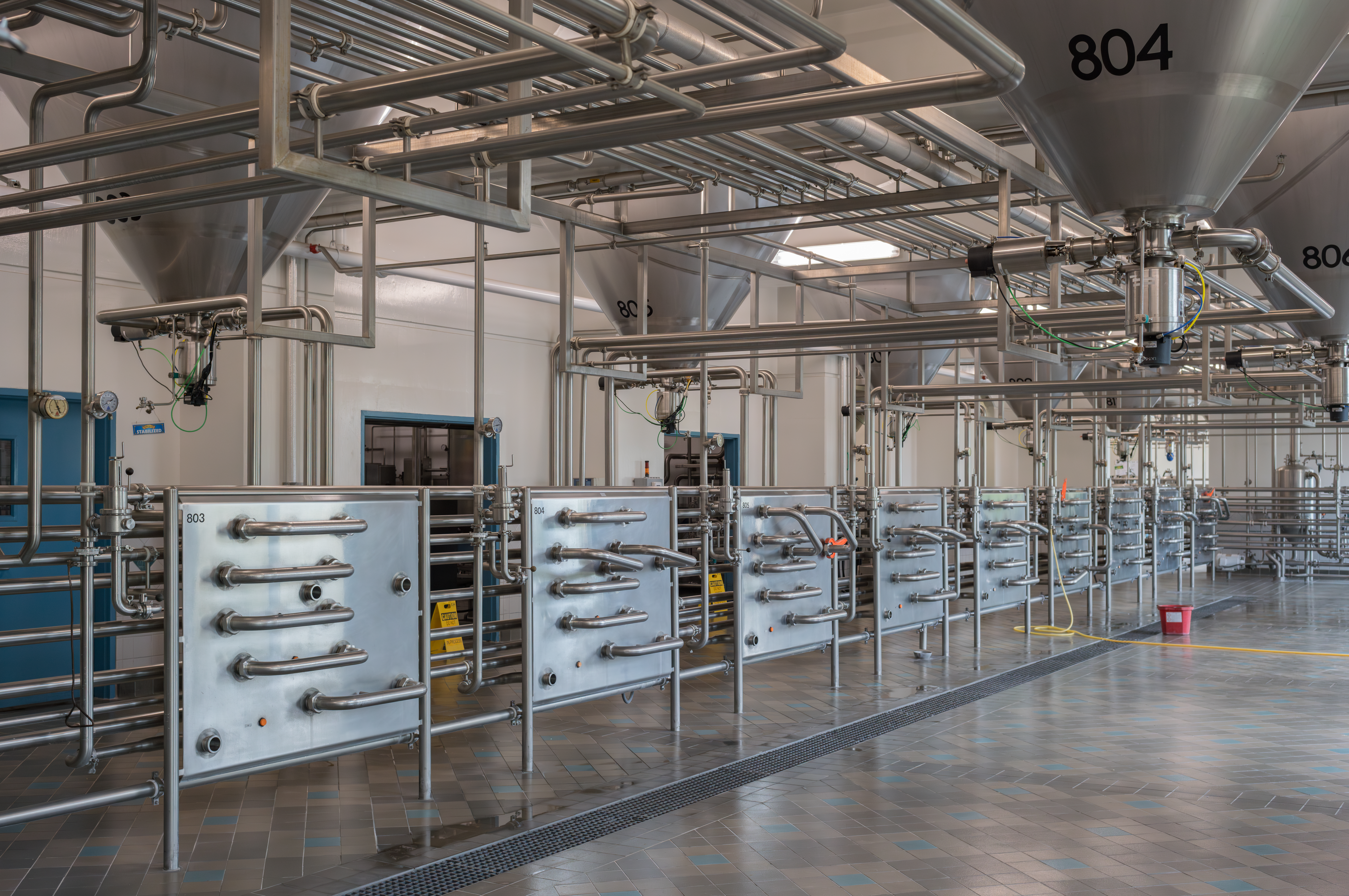
Blick in die Brauerei

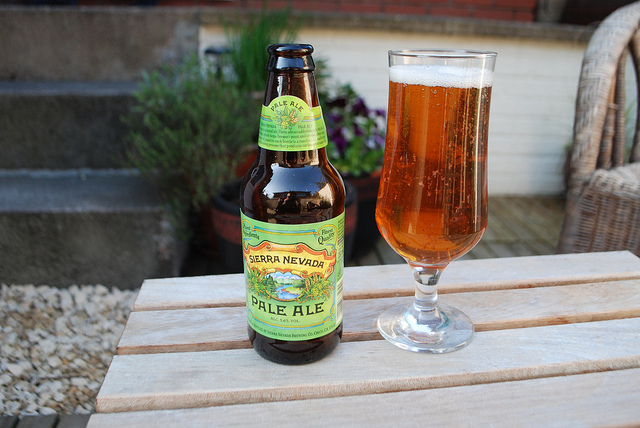
Sierra Nevada Pale Ale

Die Sierra Nevada Brewing Company ist eine US-amerikanische Brauerei und wurde 1980 von Ken Grossman als Hausbrauerei in Chico (Kalifornien) gegründet. 2018 war Sierra Nevada die zehntgrößte Brauerei der USA.

## Geschichte
Sierra Nevada Brewing Co. wurde 1979 von Ken Grossman und Paul Camusi gegründet. Der Name kommt von der  Gebirgskette Sierra Nevada in Kalifornien. Die erste Brauanlage kam gebraucht aus Deutschland und wurde 1989 durch eine neue ersetzt. Das erste gebraute Bier, das Pale Ale, wurde im November 1980 hergestellt. 1983 lag der wöchentliche Ausstoß bei 30 bis 35 hl. Bereits 1987 lieferte die Brauerei in sieben Bundesstaaten und produzierte jährlich 14.000 Hektoliter. Seit 1998 ist Ken Grossman alleiniger Inhaber der Brauerei. Heute beschäftigt die Brauerei mehr als 450 Mitarbeiter. Im Jahr 2014 eröffnete Sierra Nevada eine zweite Brauerei in Mills River, North Carolina, die den Bedarf an der Ostküste decken soll.

## Biere

### Standard-Biere
Über das ganze Jahr erhältlich sind die Biere Pale Ale, Torpedo IPA, Hazy Little Thing, Nooner Pilsner, Old Chico und Kellerweis Hefeweizen, das in Kooperation mit der bayerischen Brauerei Gutmann entwickelt wurde.

### Spezial-Biere
Dauerhaft werden auch drei spezielle Biersorten gebraut, diese sind: Hoptimum IPA, Bigfoot Ale und Narwhal Stout.

### Saison-Biere
Nur zu bestimmten Zeiten erhältlich sind die Biere Powder Day IPA, Summerfest Summer Lager, Oktoberfest und Celebration IPA.

### Jährliche Spezial-Biere
Jährlich bringt die Brauerei ein spezielles neues Bier auf den Markt, so z. B. Estate Homegrown Ale, Ovila Abby Quad und Harvest Single Hop IPA.

## Auszeichnungen
| Wettbewerb     | Jahr | Platzierung | Kategorie            | Sorte                      |
| -------------- | ---- | ----------- | -------------------- | -------------------------- |
| World Beer Cup | 2016 | Gold        | Session Beer         | Sierra Nevada Otra Vez     |
| World Beer Cup | 2014 | Silber      | Rye Beer             | Sierra Nevada Ruthless Rye |
| World Beer Cup | 2012 | Gold        | Rye Beer             | Sierra Nevada Ruthless Rye |
| World Beer Cup | 2012 | Silber      | Session Beer         | Sierra Nevada Kellerweis   |
| World Beer Cup | 2012 | Bronze      | Belgian-Style Dubbel | Sierra Nevada Ovila Dubbel |
| World Beer Cup | 2012 | Silber      | Imperial Red Ale     | Sierra Nevada Bigfoot      |
| World Beer Cup | 2010 | Gold        | German Style Pilsner | Sierra Nevada Pilsner      |
| World Beer Cup | 2004 | Bronze      | Oatmeal Stout        | Sierra Nevada Stout        |